# Remco Dijkstra
Remco Jan Dijkstra (Zeist, 18 augustus 1972) is een Nederlands politicus namens de VVD. Sinds 6 juli 2022 is hij wethouder van Tiel. Daarvoor was hij lid van de Tweede Kamer der Staten-Generaal (2012-2021), lid van de Provinciale Staten van Gelderland (2011-2012) en lid van de gemeenteraad van Buren (2006-2011).

## Biografie

### Carrière voor de Tweede Kamer
Dijkstra volgde het atheneum aan de Katholieke Scholengemeenschap De Breul in Zeist. Na de middelbare school ging Dijkstra bedrijfseconomie studeren (propedeuse) aan de HEAO Arnhem. Hij volgde een opleiding commerciële economie, marketing en management aan de Hogeschool van Arnhem en Nijmegen. Hij werkte voor verschillende ICT-leveranciers en begon als zelfstandig ondernemer (makelaar o.g). Politiek begon hij in de gemeenteraad van Buren, als raadslid, lijsttrekker en fractievoorzitter. Daarvoor was hij al bestuurslid van de VVD in Buren en de Regio Rivierenland. Vervolgens werd hij statenlid en fractievoorzitter voor de VVD in de Provinciale Staten van Gelderland.

### Tweede Kamerlid
Vanaf september 2012 tot en met maart 2021 was hij lid van de VVD-fractie in de Tweede Kamer. Hij sprak daar namens de VVD over infra, water, scheep- en luchtvaart. Dijkstra kwam op voor de automobilisten en logistieke sector, hij was uitgesproken over de aanpak van de files, benadrukte verkeersveiligheid en het belang van de luchtvaart voor Nederland. In zijn eerste periode deed hij onderwerpen die horen bij Milieu en Klimaat. Hij was rapporteur voor de vaste Kamercommissie Infrastructuur en Milieu tijdens de VN-klimaattop in Warschau 2013, Parijs 2015 en delegatieleider bij de klimaattop in Bonn 2017. Hij was rapporteur voor de energie-unie over klimaat, emissiehandel en transport en rapporteur voor het European Rail Traffic Management System (ERTMS). Dijkstra was lid van het Beneluxparlement en de parlementaire contactgroepen België en Duitsland. Bij zijn eerste verkiezing stond hij op plek 31 van de VVD-kieslijst, bij de volgende Tweede Kamerverkiezingen in 2017 stond hij op plek 27 en werd hij herkozen. Hij fungeerde regelmatig als voorzitter van de vaste Kamercommissie van Infrastructuur en Waterstaat en werd benoemd als ondervoorzitter van de vaste Kamercommissie Koninkrijksrelaties. Op 30 maart 2021 nam hij afscheid van de Tweede Kamer. Bij zijn afscheid werd hij benoemd tot Ridder in de Orde van Oranje Nassau.

### Carrière na de Tweede Kamer
Na zijn vertrek uit de Kamer werkte hij als zelfstandig ondernemer in de public affairs en was hij voorzitter van de Taskforce Rijnbrug Rhenen in opdracht van Provincies Gelderland en Utrecht en de regio’s Foodvalley en Rivierenland om een lobby te starten. Als resultaat maakte het Rijk bekend dat het 40 miljoen euro bijdraagt aan verbreding van de Rijnbrug. Op 6 juli 2022 werd Dijkstra geïnstalleerd als wethouder voor de VVD in Tiel. In zijn portefeuille heeft hij o.a. Financiën, Bouwen en wonen, Grondbeleid, Vastgoed, Mobiliteit, Huisvesting doelgroepen (arbeidsmigranten, asielzoekers, Oekraïners), Mediabeleid en diverse gemeenschappelijke regelingen. Hij is wethouder van de bouwprojecten Veilingkwartier, Lingehoven, de Westelijke ontsluitingsweg en de 4e locoburgemeester.